# بولس ثابت حبيب آل مكو
بولس ثابت حبيب آل مكو (14 فبراير 1976 – 18 يونيو 2025)، كان أسقفًا في الكنيسة الكلدانية الكاثوليكية، شغل في نهاية حياته منصب مطران أبرشية ألقوش الكلدانية. حيث تميّز بمعرفته العميقة بالتراث الطقسي واللغوي للأبرشية، وكان له دور بارز في الحفاظ على اللغة والطقوس المحلية، إضافة إلى تفانيه في تقديم الرعاية الروحية والاجتماعية لأبناء الأبرشية.

## النشأة والتعليم
ولد في 14 فبراير 1976 في بلدة كرمليس بمحافظة نينوى في العراق. نشأ في عائلة كدو المندمجة في كرمليس منذ القرن التاسع عشر. أكمل تعليمه الابتدائي والثانوي في مدارس كرمليس، ثم نال شهادة البكالوريوس في علوم الأرض من جامعة الموصل، بعد ذلك سافر إلى إيطاليا لإكمال دراسته اللاهوتية، حيث حصل على بكالوريوس في اللاهوت من الجامعة الحبريّة الأوربانية في روما، ونال لاحقًا ليسانس (ماجستير) في علم الآباء (علم التراث الكنسي) من المعهد الأوغسطيني بالجامعة الحبريانية. أتقن الإيطالية والإنجليزية إلى جانب اللغة السريانية والعربية.

## الحياة الكنسية
رُسِم ثابت حبيب كاهنًا في 20 تموز (يوليو) 2008 في كرمليس على يد المطران عمانوئيل دلي ضمن أبرشية الموصل الكلدانية. عمل في السنوات التالية أستاذًا لمادة "علم الآباء" في كلية بابل للفلسفة واللاهوت، وشارك في برامج التثقيف المسيحي.
أمضى السنوات التالية خدمته الرعوية في بلدة كرمليس وبلدات سهل نينوى؛ فخدم كقس في كرمليس حتى العام 2014، ثم انتقل مع أهل قريته إلى أربيل إثر هجوم تنظيم داعش على سهل نينوى. وبقي في أربيل عدة سنوات حتى تحرير سهل نينوى عام 2017، ثم عاد إلى كرمليس لتشجيع الأهالي على العودة والمشاركة في إعادة إعمار منازلهم وكنائسهم.
في 14 أغسطس 2021، انتُخب أُسقُفًا معاونًا لأبرشية ألقوش، ورسم أسقفًا في 22 أكتوبر 2021 بيد الكردينال لويس ساكو. ثم خلف المطران ميخا ماجدسي كقائد للأبرشية في 8 أكتوبر 2022.

## الرسالة والدور خلال التهجير
كان له دور بارز في دعم المجتمعات المسيحية بعد أزمة تحرير الموصل من تنظيم داعش، حين رافق المهجرين من سهل نينوى إلى أربيل وأقام نشاطات روحية واجتماعية لهم. قاد عددًا من مشاريع إعادة الإعمار في قريته كرمليس، خاصة ترميم كنيسة مار أديّ، وأشار إلى أن إعادة الإعمار ليست فقط إعادة جدران، بل إعادة روح المجتمع.
اهتم أيضًا بتعزيز اللغة والطقس الكنسي، وشدد في عدة مناسبات على أن الكنيسة والتعليم الكاثوليكي هما أساس الحفاظ على الهوية المسيحية في العراق.

## الوفاة والوفاء
توفي المطران بولس ثابت حبيب آل مكو صباح الأربعاء 18 حزيران (يونيو) 2025، عن تسعةٍ وأربعين عامًا. شكّلت وفاته صدمة كبيرة لأبناء الأبرشية وأوساط الكنيسة الكلدانية. نعت بطريركية الكلدان الفقيد رسميًا، مشيرةً إلى خدماته الروحية ومعرفته بالتراث الطقسي للأبرشية، وقام البطريرك ساكو نفسه برئاسة قداس جنائزي على نية روحه في كنيسة مار كوركيس بالقوش يوم 19 حزيران (يونيو) 2025. كما نعى مسؤولون حكوميون وقيادات مسيحية الفقيد بتعازي رسمية، بينها رسالة عزاء من رئيس حكومة إقليم كردستان مسرور بارزاني، نوه فيها بدوره في خدمة النازحين.
خلّف الرحيل حزنًا عميقًا لدى المؤمنين في ألقوش وبلدته الام كرمليس والمهجر، إذ اعتُبر خسارة لا تُعوّض للكنيسة الكلدانية.